# Pelahijiwka
Pelahijiwka (ukrainisch Пелагіївка; russisch Пелагеевка/Pelagejewka) ist eine Siedlung städtischen Typs im Osten der ukrainischen Oblast Donezk mit etwa 18000 Einwohnern.

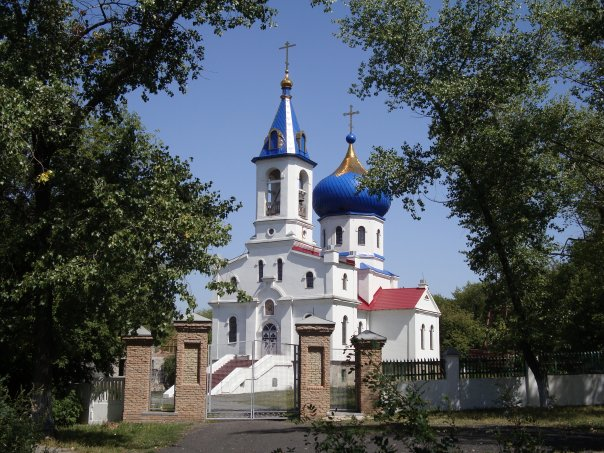
Kirche im Ort

Pelahijiwka gehört administrativ zur Stadtgemeinde der 8 Kilometer südlich liegenden Stadt Tores und bildet hier eine eigene Siedlungsratsgemeinde, die Oblasthauptstadt Donezk liegt 54 Kilometer östlich des Ortes, an der Siedlung liegt eine Bahnstation der Donezka Salisnyzja.
Der Ort wurde 1915 gegründet und wurde 1938 zur Siedlung städtischen Typs erhoben, seit Sommer 2014 ist der Ort im Verlauf des Ukrainekrieges durch Separatisten der Volksrepublik Donezk besetzt.